# Beaumont-lès-Randan
Pour les articles homonymes, voir Beaumont.
Beaumont-lès-Randan est une commune française située dans le département du Puy-de-Dôme, en région Auvergne-Rhône-Alpes.

## Géographie

### Localisation
Beaumont-lès-Randan est située au nord-est du département du Puy-de-Dôme, dans la plaine de la Limagne.
Quatre communes (cinq en incluant le quadripoint avec Saint-Priest-Bramefant) sont limitrophes. Le quadripoint (point de la surface de la Terre qui touche quatre régions distinctes) réunit Saint-Priest-Bramefant au nord-est, Mons au sud-est, Beaumont-lès-Randan au sud et Randan à l'ouest.
| Randan                  |                     | Saint-Priest-Bramefant {\displaystyle +} (quadripoint) |
|                         | Beaumont-lès-Randan | Mons                                                   |
| Saint-Denis-Combarnazat | Luzillat            |                                                        |

### Géologie et relief
La commune s'étend sur 599 hectares ; son altitude varie entre 290 et 381 mètres.

### Hydrographie
La commune est traversée par le Buron, un affluent de l'Allier.

### Climat
Pour des articles plus généraux, voir Climat d'Auvergne-Rhône-Alpes et Climat du Puy-de-Dôme.
En 2010, le climat de la commune est de type climat océanique dégradé des plaines du Centre et du Nord, selon une étude du Centre national de la recherche scientifique s'appuyant sur une série de données couvrant la période 1971-2000. En 2020, Météo-France publie une typologie des climats de la France métropolitaine dans laquelle la commune est exposée à un climat de montagne ou de marges de montagne et est dans la région climatique  Nord-est du Massif Central, caractérisée par une pluviométrie annuelle de 800 à 1 200 mm, bien répartie dans l’année. 
Pour la période 1971-2000, la température annuelle moyenne est de 11,1 °C, avec une amplitude thermique annuelle de 16,5 °C. Le cumul annuel moyen de précipitations est de 811 mm, avec 10,1 jours de précipitations en janvier et 7,9 jours en juillet. Pour la période 1991-2020, la température moyenne annuelle observée sur la station météorologique de Météo-France la plus proche, « Charmes_sapc », sur la commune de Charmes à 13 km à vol d'oiseau, est de 11,9 °C et le cumul annuel moyen de précipitations est de 675,4 mm,. Pour l'avenir, les paramètres climatiques de la commune estimés pour 2050 selon différents scénarios d'émission de gaz à effet de serre sont consultables sur un site dédié publié par Météo-France en novembre 2022.

## Urbanisme

### Typologie
Au 1er janvier 2024, Beaumont-lès-Randan est catégorisée commune rurale à habitat dispersé, selon la nouvelle grille communale de densité à sept niveaux définie par l'Insee en 2022.
Elle est située hors unité urbaine. Par ailleurs la commune fait partie de l'aire d'attraction de Clermont-Ferrand, dont elle est une commune de la couronne,. Cette aire, qui regroupe 209 communes, est catégorisée dans les aires de 200 000 à moins de 700 000 habitants,.

### Occupation des sols
L'occupation des sols de la commune, telle qu'elle ressort de la base de données européenne d’occupation biophysique des sols Corine Land Cover (CLC), est marquée par l'importance des territoires agricoles (89,9 % en 2018), une proportion identique à celle de 1990 (89,9 %). La répartition détaillée en 2018 est la suivante : terres arables (62 %), zones agricoles hétérogènes (16,5 %), prairies (11,4 %), forêts (5,7 %), zones urbanisées (4,4 %). L'évolution de l’occupation des sols de la commune et de ses infrastructures peut être observée sur les différentes représentations cartographiques du territoire : la carte de Cassini (XVIIIe siècle), la carte d'état-major (1820-1866) et les cartes ou photos aériennes de l'IGN pour la période actuelle (1950 à aujourd'hui).

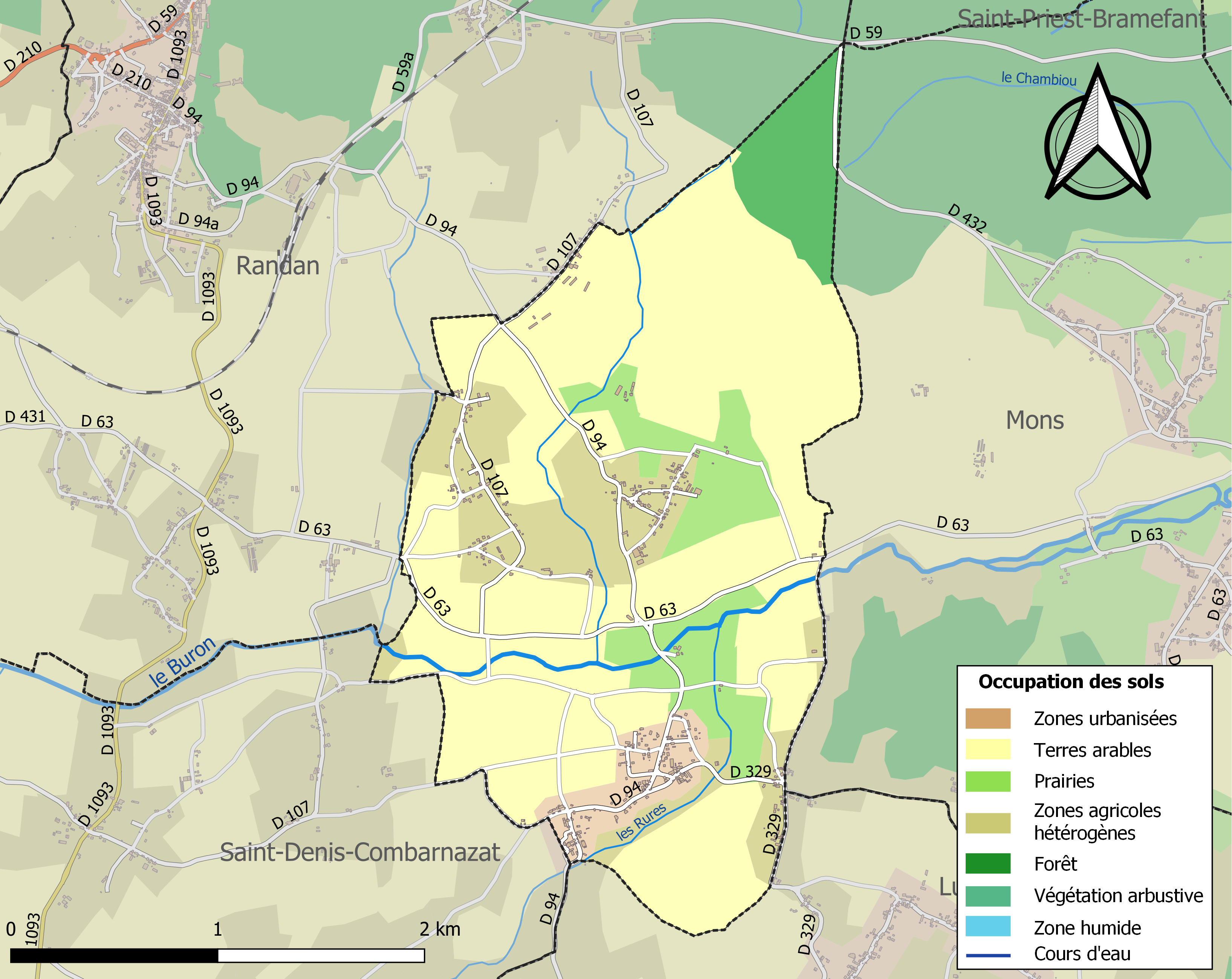
Carte des infrastructures et de l'occupation des sols de la commune en 2018 (CLC).

### Logement
En 2015, la commune comptait 131 logements, contre 118 en 2010. Parmi ces logements, 87,1 % étaient des résidences principales, 3,2 % des résidences secondaires et 9,7 % des logements vacants. Ces logements étaient pour 98,4 % d'entre eux des maisons individuelles et pour 0,8 % des appartements.
La proportion des résidences principales, propriétés de leurs occupants était de 90 %, en hausse par rapport à 2010 (87,2 %). Il n'existe aucun logement HLM loué vide.

### Voies de communication et transports

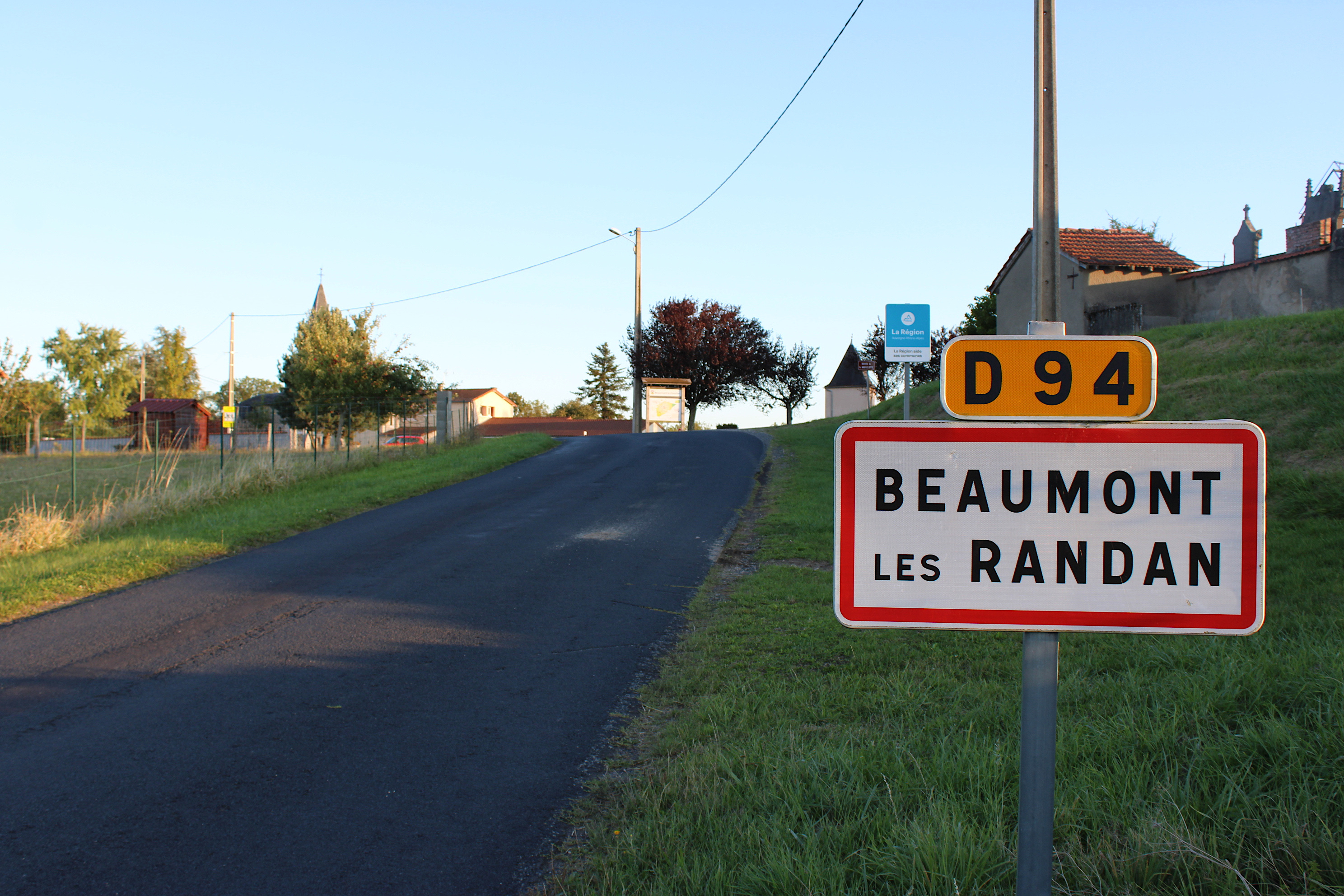
Entrée par la D 94.

Le territoire communal est traversé par les routes départementales 63 (liaison ouest-est de Bas-et-Lezat à Mons et à Puy-Guillaume), 94 (liaison nord-sud de Randan à Luzillat), 107 (vers Thuret) et 329 (en direction de Limons).

### Risques naturels et technologiques
La commune est soumise à plusieurs risques : mouvement de terrain, phénomènes météorologiques, séisme (zone de sismicité de niveau 3).
Elle n'a pas élaboré de dossier d'information communal sur les risques majeurs, ni de plan communal de sauvegarde.

## Politique et administration

### Découpage territorial
La commune de Beaumont-lès-Randan est membre de la communauté de communes Plaine Limagne, un établissement public de coopération intercommunale (EPCI) à fiscalité propre créé le 1er janvier 2017 dont le siège est à Aigueperse. Ce dernier est par ailleurs membre d'autres groupements intercommunaux. Jusqu'au 31 décembre 2016, elle faisait partie de la communauté de communes des Coteaux de Randan.
Sur le plan administratif, elle est rattachée à l'arrondissement de Riom, à la circonscription administrative de l'État du Puy-de-Dôme et à la région Auvergne-Rhône-Alpes. Jusqu'en mars 2015, elle dépendait du canton de Randan, ainsi que du district de Riom en 1793.
Sur le plan électoral, elle dépend du canton de Maringues pour l'élection des conseillers départementaux, depuis le redécoupage cantonal de 2014 entré en vigueur en 2015, et de la deuxième circonscription du Puy-de-Dôme pour les élections législatives, depuis le dernier découpage électoral de 2010 (sixième circonscription avant 2010).

### Élections municipales et communautaires

#### Élections de 2020
Le conseil municipal de Beaumont-lès-Randan, commune de moins de 1 000 habitants, est élu au scrutin majoritaire plurinominal à deux tours avec candidatures isolées ou groupées et possibilité de panachage. Compte tenu de la population communale, le nombre de sièges à pourvoir lors des élections municipales de 2020 est de 11. Sur les vingt-deux candidats en lice, onze ont été élus dès le premier tour, le 15 mars 2020, avec un taux de participation de 70,36 %.

#### Chronologie des maires
| Période                                  | Période                       | Identité         | Étiquette | Qualité   |
| ---------------------------------------- | ----------------------------- | ---------------- | --------- | --------- |
| Les données manquantes sont à compléter. |                               |                  |           |           |
| mars 2008                                | mars 2014                     | Guy Thévenet     |           | Ingénieur |
| mars 2014                                | mai 2020                      | Gilles Bourdier  |           |           |
| mai 2020                                 | En cours (au 15 octobre 2021) | Florence Leblond |           |           |

### Instances judiciaires
Beaumont-lès-Randan dépend de la cour d'appel et du tribunal de proximité de Riom, ainsi que des tribunaux judiciaire et de commerce de Clermont-Ferrand.

## Population et société

### Démographie

#### Évolution démographique
L'évolution du nombre d'habitants est connue à travers les recensements de la population effectués dans la commune depuis 1793. Pour les communes de moins de 10 000 habitants, une enquête de recensement portant sur toute la population est réalisée tous les cinq ans, les populations de référence des années intermédiaires étant quant à elles estimées par interpolation ou extrapolation. Pour la commune, le premier recensement exhaustif entrant dans le cadre du nouveau dispositif a été réalisé en 2008.

En 2022, la commune comptait 315 habitants, en évolution de +9 % par rapport à 2016 (Puy-de-Dôme : +2,1 %, France hors Mayotte : +2,11 %).
| 1793 | 1800 | 1806 | 1821 | 1831 | 1836 | 1841 | 1846 | 1851 |
| ---- | ---- | ---- | ---- | ---- | ---- | ---- | ---- | ---- |
| 571  | 633  | 587  | 689  | 750  | 751  | 743  | 724  | 705  |

| 1856 | 1861 | 1866 | 1872 | 1876 | 1881 | 1886 | 1891 | 1896 |
| ---- | ---- | ---- | ---- | ---- | ---- | ---- | ---- | ---- |
| 659  | 647  | 613  | 586  | 580  | 550  | 531  | 514  | 484  |

| 1901 | 1906 | 1911 | 1921 | 1926 | 1931 | 1936 | 1946 | 1954 |
| ---- | ---- | ---- | ---- | ---- | ---- | ---- | ---- | ---- |
| 461  | 436  | 411  | 319  | 311  | 294  | 305  | 270  | 224  |

| 1962 | 1968 | 1975 | 1982 | 1990 | 1999 | 2006 | 2008 | 2013 |
| ---- | ---- | ---- | ---- | ---- | ---- | ---- | ---- | ---- |
| 195  | 188  | 167  | 176  | 157  | 192  | 233  | 245  | 272  |

| 2018 | 2022 | - | - | - | - | - | - | - |
| ---- | ---- | - | - | - | - | - | - | - |
| 301  | 315  | - | - | - | - | - | - | - |

#### Pyramide des âges
En 2018, le taux de personnes d'un âge inférieur à 30 ans s'élève à 33,6 %, soit en dessous de la moyenne départementale (34,2 %). De même, le taux de personnes d'âge supérieur à 60 ans est de 27,6 % la même année, alors qu'il est de 27,9 % au niveau départemental.
En 2018, la commune comptait 156 hommes pour 145 femmes, soit un taux de 51,83 % d'hommes, largement supérieur au taux départemental (48,41 %).
Les pyramides des âges de la commune et du département s'établissent comme suit.
| Hommes | Classe d’âge | Femmes |
| ------ | ------------ | ------ |
| 0,6    | 90 ou +      | 1,4    |
| 5,8    | 75-89 ans    | 8,3    |
| 20,5   | 60-74 ans    | 18,6   |
| 19,2   | 45-59 ans    | 18,6   |
| 20,5   | 30-44 ans    | 19,3   |
| 13,5   | 15-29 ans    | 15,2   |
| 19,9   | 0-14 ans     | 18,6   |

| Hommes | Classe d’âge | Femmes |
| ------ | ------------ | ------ |
| 0,7    | 90 ou +      | 2,1    |
| 7,4    | 75-89 ans    | 10,2   |
| 17,7   | 60-74 ans    | 18,6   |
| 20,2   | 45-59 ans    | 19,2   |
| 18,4   | 30-44 ans    | 17,4   |
| 18,6   | 15-29 ans    | 17,2   |
| 17     | 0-14 ans     | 15,3   |

### Enseignement
Beaumont-lès-Randan dépend de l'académie de Clermont-Ferrand. Elle gère une école élémentaire publique.
Les élèves poursuivent leur scolarité au collège de Maringues, puis au lycée Montdory ou Jean-Zay, à Thiers, ou au lycée Albert-Londres, à Cusset.

## Économie

### Emploi
En 2015, la population âgée de quinze à soixante-quatre ans s'élevait à 173 personnes, parmi lesquelles on comptait 78,3 % d'actifs dont 72,3 % ayant un emploi et 6 % de chômeurs.
On comptait 39 emplois dans la zone d'emploi. Le nombre d'actifs ayant un emploi résidant dans la zone étant de 127, l'indicateur de concentration d'emploi s'élève à 30,9 %, ce qui signifie que la commune offre moins d'un emploi par habitant actif.
103 des 127 personnes âgées de quinze ans ou plus (soit 81,1 %) sont des salariés. 16,4 % des actifs travaillent dans la commune de résidence.

### Entreprises
Au 31 décembre 2015, Beaumont-lès-Randan comptait 13 entreprises : une dans l'industrie, trois dans la construction, cinq dans le commerce, le transport, l'hébergement et la restauration, trois dans les services aux entreprises et une dans les services aux particuliers, et autant d'établissements.

### Agriculture
Au recensement agricole de 2010, la commune comptait 12 exploitations agricoles. Ce nombre est en nette diminution par rapport à 2000 (18) et à 1988 (22).
La superficie agricole utilisée sur ces exploitations était de 535 hectares en 2010, dont 458 ha sont allouées aux terres labourables, non diffusé ha aux cultures permanentes et 76 ha sont toujours en herbe.

### Commerce
La base permanente des équipements de 2014 recense un magasin d'équipements du foyer.

## Culture locale et patrimoine

### Lieux et monuments

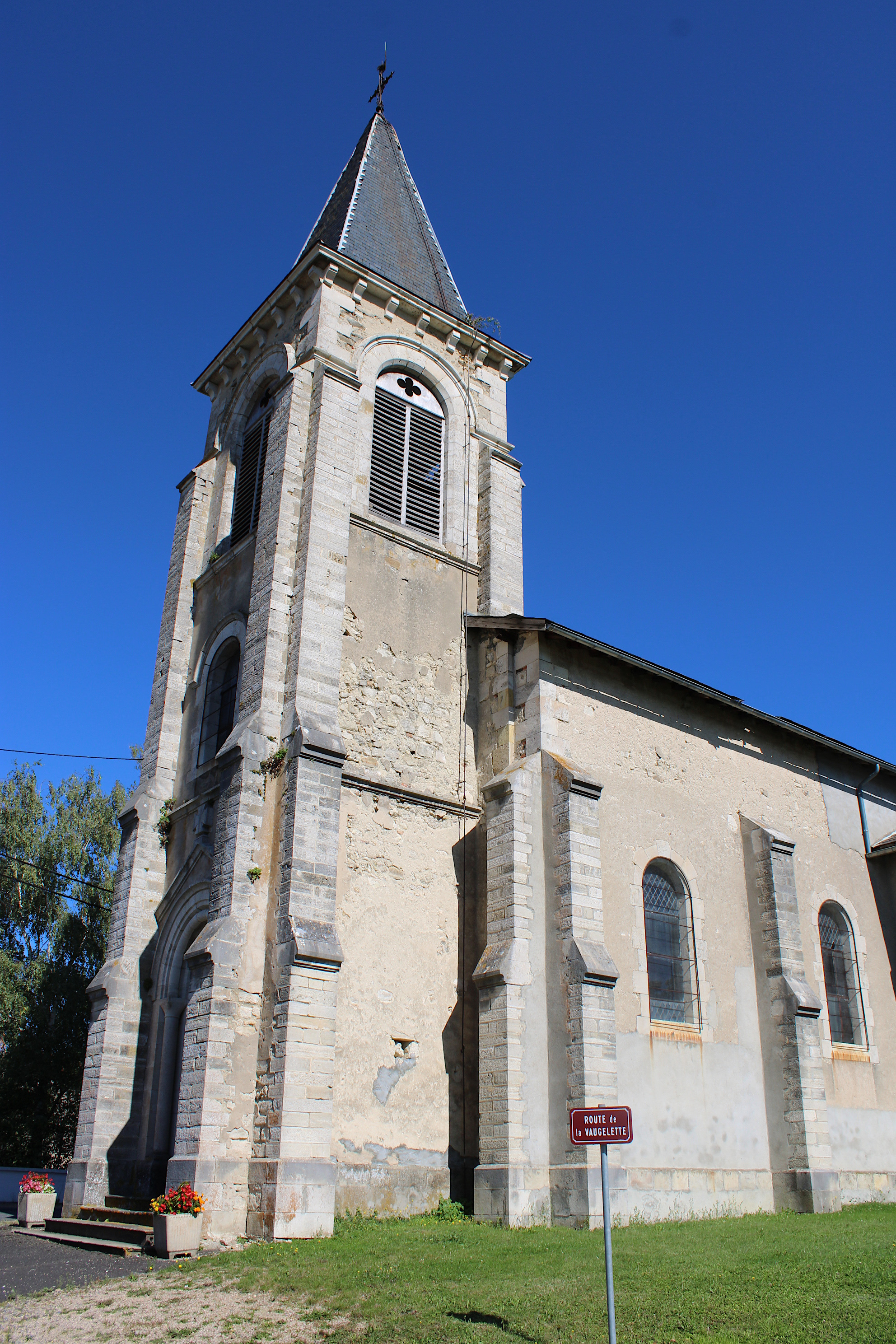
Église.

Beaumont-lès-Randan compte sept lieux et monuments (hors présentation communale) ainsi que vingt-trois objets répertoriés à l'inventaire général du patrimoine culturel. Aucun édifice ou objet n'est protégé aux monuments historiques.
- Église paroissiale Saint-Pierre-ès-Liens, 1883[39] (mobilier[40])